# Пъсейик (град)
Пъсейик (на английски: Passaic) е град в окръг Пъсейик в американския щат Ню Джърси. Намира се на 16 км от Ню Йорк.

## География
Според Бюрото за преброяване на населението на Съединените щати градът има обща площ от 8,39 km2. Населението му е 69 128 души при преброяването през 2022 г. Разположен е на север от Нюарк на река Пъсейик, която формира неговата източна граница.

## История
За първи път е заселен през 1678 г. от холандски търговци, като Acquackanonk. Градът и реката получават името си от ленапската дума „pahsayèk“, която по различен начин се тълкува като „долина“ или „място, където земята се разделя“.

## Известни личности
Родени в Пъсейик
- Майкъл Прескот (1948 - ), писател
- Мич Албом (1958 - ), писател
- Доналд Фейгън (1960 - ), музикант
- Пол Ръд (1969 - ), актьор
- Зоуи Салдана (1978 - ), актриса

## Галерия
- Катедралата „Свети архангел Михаил“
- Руската православна църква „Свети Йоан Кръстител“
- Лутеранската църква „Сейнт Джон“